# بيدراس (لاعب كرة قدم)
بيدراس هو لاعب كرة قدم برتغالي في مركز الوسط، ولد في 29 أكتوبر 1941 في غيمارايش في البرتغال، وتوفي في 2017 في لشبونة في البرتغال. شارك مع منتخب البرتغال لكرة القدم. أما مع النوادي، فقد لعب مع أتليتيكو كلوب دي برتغال وسبورتينغ لشبونة وفيتوريا دي غيماريش وفيتوريا سيتوبال ونادي بنفيكا.

## وصلات خارجية
- بيدراس (لاعب كرة قدم) على موقع قاعدة بيانات كرة القدم.إي يو (الإنجليزية)
- بيدراس (لاعب كرة قدم) على موقع ناشيونال فوتبول تيمز (الإنجليزية)
- بيدراس (لاعب كرة قدم) على موقع عالم كرة القدم.نت (الإنجليزية)